# Échangeur des Ponts-Jumeaux
L’échangeur des Ponts-Jumeaux est un échangeur autoroutier de Toulouse, situé à la limite des quartiers des Ponts-Jumeaux, des Amidonniers et des Sept Deniers. Il est situé sur la rocade ouest dont il constitue la sortie 30 et entoure le port de l'Embouchure en formant une boucle autour de celui-ci. Cet échangeur constitue un point important de Toulouse notamment à cause des allées et des boulevards qui s'y embranchent, constituant ainsi une porte d'entrée vers le centre-ville.

## Histoire
L'échangeur est construit dans les années 1980 partiellement sur l'ancien stade des Ponts-Jumeaux, détruit pour la construction de la rocade ouest.

## Axes concernés
- Périphérique de Toulouse (A620)
- Boulevard de Genève
- Boulevard de Suisse
- Boulevard de l'Embouchure
- Boulevard de la Marquette
- Allée de Barcelone (M1)
- Allée de Brienne (M1)
- Route de Blagnac (M1)
- Voie verte du canal latéral à la Garonne (M501)

## Desserte

### Quartiers
- Les Ponts-Jumeaux
- Les Amidonniers
- Les Sept Deniers
- Compans-Caffarelli

### Lieux
- Port de l'Embouchure
- Canal du Midi
- Canal de Brienne
- Canal latéral